# Théorie de construction des pyramides égyptiennes par l'intérieur
 (janvier 2009).
Si vous disposez d'ouvrages ou d'articles de référence ou si vous connaissez des sites web de qualité traitant du thème abordé ici, merci de compléter l'article en donnant les références utiles à sa vérifiabilité et en les liant à la section « Notes et références ».
Selon la théorie de construction des pyramides égyptiennes par l'intérieur, la construction de certaines pyramides (en particulier la pyramide de Khéops) aurait été effectuée à l'aide d'une rampe intérieure en colimaçon (une rampe extérieure étant utilisée pour le premier tiers de la hauteur). Les blocs de parement en calcaire fin auraient été posés avant les autres blocs d'une même rangée. La grande galerie de la pyramide de Khéops aurait servi de guide à un chariot portant un contrepoids pour faciliter l'ascension sur la rampe extérieure des blocs les plus lourds.
Proposée initialement en 1999 par l'architecte français Jean-Pierre Houdin, assisté par la suite de l'égyptologue américain Bob Brier, cette théorie, l'une des nombreuses théories sur la méthode de construction des pyramides égyptiennes est confortée par des indices archéologiques et des simulations numériques effectuées en 2006 par Dassault Systèmes.

## Naissance de la théorie
En 1999, Henri Houdin, ancien ingénieur, émet l'hypothèse que la pyramide de Khéops aurait été construite grâce à une rampe intérieure circulaire, en colimaçon. Son fils Jean-Pierre Houdin, architecte, la reprend mais écarte la forme circulaire au profit d'une rampe intérieure en spirale comportant des angles droits à chaque arête de la pyramide. Il publie avec son père un premier article pour la présenter.
Ne trouvant pas de soutien auprès des archéologues français, les Houdin reçoivent l'appui de l’égyptologue américain Bob Brier et de Dassault Systèmes, éditeur de logiciels scientifiques 3D, qui met à leur disposition une équipe pluridisciplinaire d’une quinzaine de personnes (ingénieurs, créatifs, développeurs) dans le cadre d'un programme de mécénat « Passion for Innovation » pour réaliser une simulation numérique et une visualisation de leur théorie.
En 2005, Jean-Pierre Houdin et Bob Brier démontrent que tous les processus décrits dans leur modèle sont plausibles et permettraient de reconstruire avec les contraintes de l’époque (hommes, matériaux, outils) une pyramide identique (volume, parement en pierre de Tourah, chambre du roi avec sa série de poutres monumentales allant jusqu’à 60 tonnes) en une vingtaine d'années.
L'équipe va plus loin en 2006 en démontrant par simulation par éléments finis utilisés comment les poutres de la chambre du roi se sont fissurées. Selon cette étude, ces fissures ne se seraient pas produites au moment de la construction de la chambre du roi mais plus tard, à cause de la conjonction de deux facteurs, à savoir la présence de 80 mètres minimum de pierres au-dessus des plafonds et l'affaissement de trois centimètres du mur sud.

## Rampe externe frontale

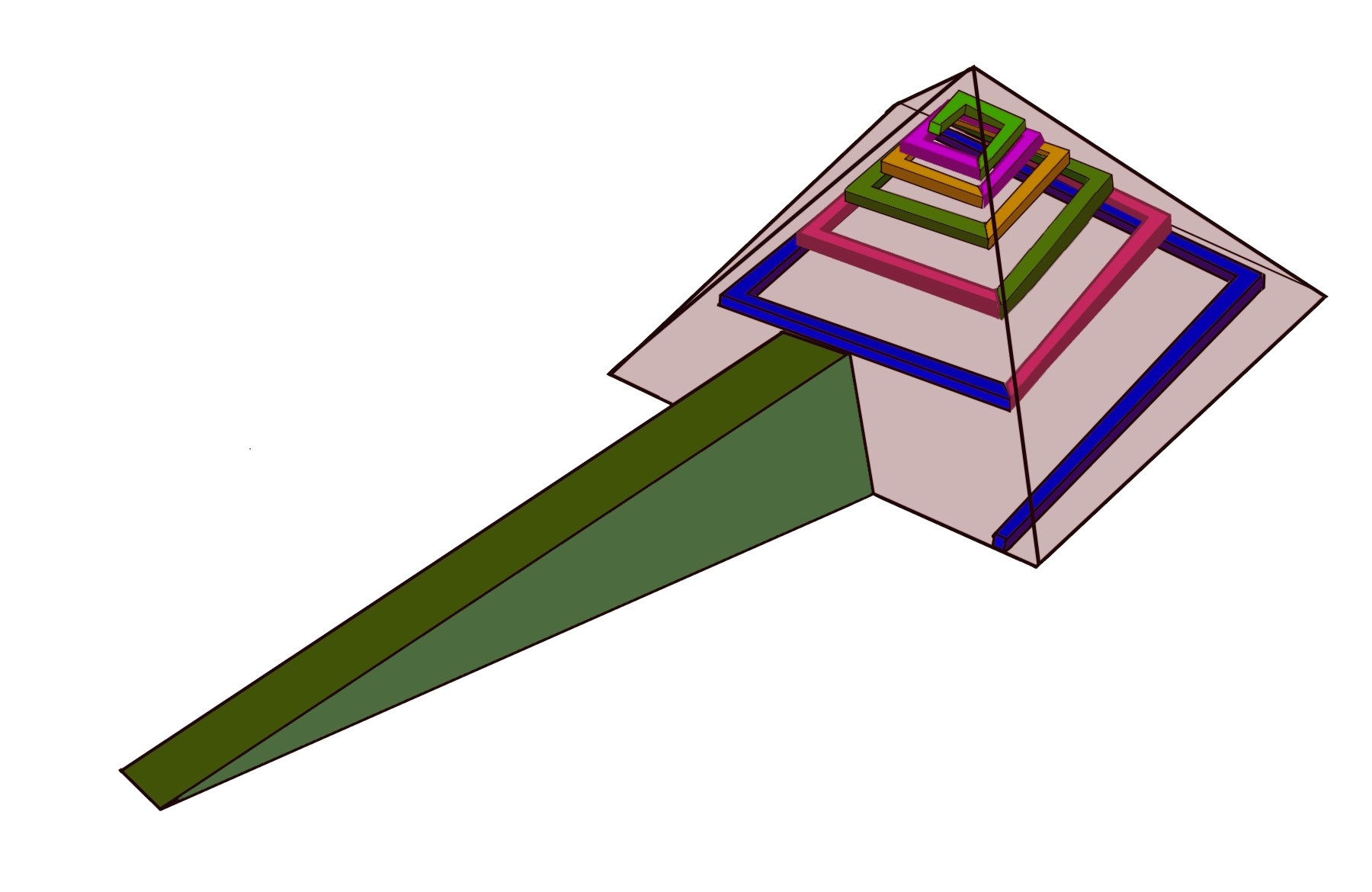
Rampe frontale et rampe intérieure.

Jean-Pierre Houdin suppose l'utilisation d'une rampe frontale à l'extérieur à double voie, érigée avec les mêmes matériaux que la pyramide, pour la construction des quarante-trois premiers mètres de l'édifice, jusqu'au niveau de la base de la chambre du roi. Une voie est utilisée pour monter les blocs de pierre pendant que l'autre voie est rehaussée, permettant ainsi la continuité des travaux. Le premier tiers en hauteur de la pyramide, soit les deux tiers de son volume, serait construit de cette manière. Au-delà de 43 mètres, le volume de pierre nécessaire croissant avec la longueur de la rampe extérieure aurait été trop important rapporté au volume décroissant restant à construire de la pyramide.
L'architecte met en exergue les défauts des autres théories afin de soutenir la sienne. Ainsi une rampe frontale allant jusqu'au sommet de la pyramide nécessiterait une pente trop forte ou un volume trop important. La rampe en spirale préconisée par l'égyptologue Georges Goyon aurait manqué de stabilité, se serait mal prêtée à la traction des haleurs et aurait fortement compliqué la parfaite exécution de la pyramide, sans oublier que la construction de la chambre du roi impliquait le transport de poutres de granit de plus de soixante tonnes jusqu’à une hauteur de soixante mètres.
La partie supérieure de la pyramide aurait été ainsi construite avec les matériaux récupérés lors du démontage de la rampe extérieure, ce qui expliquerait l’absence sur le terrain de résidus importants, qu’une rampe extérieure unique n’aurait pas manqué de laisser.

## Grande galerie
Dans la pyramide de Khéops se trouve une grande galerie d'une vingtaine de mètres de dénivelé. Pour l'auteur, cette galerie sert au déplacement d'un contrepoids permettant de hisser les blocs les plus lourds de la Chambre du roi.

## Rampe interne ascendante
L'hypothèse d'une rampe externe ne suffit pas à expliquer le système de montée des blocs.
Pour cette raison une hypothèse complémentaire est nécessaire. Jean-Pierre Houdin propose l'idée de la construction d'une seconde rampe à l’intérieur de l’édifice pour monter les blocs.
Il propose une rampe en forme de spirale — composée de segments rectilignes raccordés à angle droit — construite depuis la base de la pyramide. Cette rampe court à quelques mètres en retrait des faces de la pyramide, en vingt-et-un tronçons et sur une longueur de 1,6 km. À chaque rencontre de l'une des arêtes, un espace ouvert aurait permis de faire pivoter les blocs de pierre.
Le graphique qui aurait dû être présenté ici ne peut pas être affiché car il utilise l'ancienne extension Graph, désactivée pour des questions de sécurité. Des indications pour créer un nouveau graphique avec la nouvelle extension Chart sont disponibles ici.

Jean-Pierre Houdin étaie son hypothèse sur plusieurs indices archéologiques. Parmi ceux-ci, la présence dans le socle de l'obélisque maçonné du temple solaire de Niouserrê, à Abousir de ce qu'il qualifie de « rampe interne ». Le site, datant de la Ve dynastie et méticuleusement étudié par Ludwig Borchardt, présente une structure interne en colimaçon qui ne semblait indiquer jusqu’à présent qu’un simple escalier d'accès à la terrasse du premier tronc de l'obélisque.
Pour Houdin, cette structure prouve que le concept de couloir en spirale à angle droit était un élément architectural utilisé par les bâtisseurs égyptiens à peine plus d’un siècle après la construction de la Grande pyramide ; mais surtout, en étudiant de près les vestiges visibles, on découvre les traces d’une rampe d’origine beaucoup plus large que le couloir définitif lui-même et que les premiers rangs de blocs des murs latéraux visibles sont posés parallèlement à la pente de cette rampe, suivant le même principe que ceux de la grande galerie de la pyramide de Khéops. Cela donne à penser qu’une rampe en spirale non couverte à l’intérieur du socle aurait été utilisée pour la construction de celui-ci et qu’ensuite un couloir couvert d’accès à la terrasse aurait été construit dans l’emprise de cette rampe.

## Pose des blocs de parement
Le besoin de contrôle de l'alignement des blocs de parement est présenté comme un argument fondamental d'une rampe interne plutôt que d'une rampe extérieure: une rampe extérieure masquerait la surface visible des blocs de parement empêchant de fait le contrôle de leur alignement, ainsi que leur alignement proprement dit.
Dans l'hypothèse de Jean-Pierre Houdin, les blocs de parement en calcaire fin, déjà surfacés, sont posés avant les autres blocs d'une même rangée. Ceci permet de parfaitement contrôler le positionnement tout à la fois des arêtes, façades et diagonales. Cette opération peut se répéter, niveau après niveau.
La  seule façon d’y parvenir est d’introduire les blocs de façade dans le périmètre de l’édifice et de les glisser ensuite en façade, de l’intérieur vers l’extérieur.
La rampe extérieure permet de le faire pendant toute la durée de son utilisation, mais seule la rampe intérieure permet de continuer le processus jusqu’au sommet. D’après Jean-Pierre Houdin, le calcaire de Tourah est d’ailleurs un des éléments fondamentaux, avec l’invention de la technique de l’encorbellement, qui a conduit à la construction des grandes pyramides lisses de la IVe dynastie (pyramide rhomboïdale, pyramide rouge, 3e étape de la pyramide de Meïdoum, pyramide de Khéops et pyramide de Khéphren).
En effet, ce calcaire a une particularité remarquable : il est tendre à l’état naturel dans la carrière, mais il durcit très vite à l’air libre après son extraction. Les Égyptiens, ne disposant pas d’outils de coupe plus durs que le cuivre, avaient compris tout l’intérêt de les façonner définitivement dès l’extraction. Il était donc impératif de pouvoir mettre en place ce parement en premier, niveau après niveau. Le parement encore visible de la pyramide rhomboïdale en serait une preuve, les nombreuses réparations effectuées sur les blocs de façade montrent bien que ceux-ci ont été posés déjà surfacés. Durant leur transport, ces blocs recevaient des chocs, particulièrement aux arêtes ; une réparation était donc nécessaire juste avant la pose définitive. Plus important, sur certains blocs les réparations montrent qu’elles n’ont pu être réalisées qu’avant la pose du bloc, immédiatement au-dessus de ceux-ci.

## Indices archéologiques

### Micro-gravimétrie
Les mesures micro-gravimétriques effectuées par EDF en 1986 lors de l'étude de l'architecte français Gilles Dormion ont révélé des différences de densité dans l'infrastructure. Ce dernier interprète ces mesures comme l'évidence de la présence de gradins dans le corps de la pyramide. Ces gradins ont déjà été constatés dans d'autres pyramides, dans un état de ruine plus avancé, mais pas dans les grandes pyramides lisses de la IVe dynastie. Jean-Pierre Houdin, quant à lui, voit dans les sous-densités détectées, plutôt le signe de la présence d'une structure interne évidée en colimaçon.

### Encoche de l'arête nord-est
La présence d’une encoche dans l’arête Nord-Est de la grande pyramide correspondrait au 9e virage de la rampe intérieure proposée. En avril 2008, lors du tournage d’un documentaire de télévision réunissant Jean-Pierre Houdin et Bob Brier, ce dernier et un cadreur ont reçu l’autorisation d’escalader la pyramide, pour aller filmer cette encoche.
Bob Brier a eu la surprise de pénétrer dans un espace vide de forme très irrégulière situé immédiatement derrière les faces visibles de cette encoche. Chaque coté mesure environ trois mètres par trois mètres pour une hauteur de 2,25 m. Cet espace est en retrait de près de neuf mètres des faces d’origine ; Il s’inscrirait dans la continuité des rampes intérieures au point de rotation des traîneaux. Les reconstitutions 3D numériques, effectuées à partir des images vidéos haute définition tournées sur place, confirment qu’il pourrait s’agir là d’un élément du dispositif de rampe intérieure tel qu’avancé par Jean-Pierre Houdin et le vide conservé serait alors lié au processus de rebouchage de l’encoche.
Cet espace, bien qu’apparemment déjà visité, n’avait auparavant jamais été répertorié dans aucun document graphique relatif à la pyramide de Khéops. Il avait néanmoins été évoqué, au moins dans le journal du lieutenant-colonel Fitzclarence relatant sa visite de la pyramide entre 1817 et 1818.
Dans son journal, il précise que cette cavité « semble avoir été formée en ôtant les quelques larges blocs de pierre ».
La conception de cette galerie interne longue de 1,6 km et dotée sur toute sa longueur d'une voûte en encorbellement n’aurait pas posé de problème constructif, puisque les Égyptiens utilisaient cette technique depuis plus d’une centaine d’années ; Gilles Dormion a en effet mis au jour en 2000, dans la pyramide de Meïdoum, la présence de vides en encorbellement au-dessus du couloir descendant, et des logettes en bas de ce dernier.
Une telle rampe intérieure périphérique n'a pas été détectée jusqu'à présent, malgré le procédé de tomographie muonique de la mission Scanpyramids entre 2015 et 2017 dans la pyramide de Khéops. Ni d'ailleurs dans la pyramide de Khéphren, qui présente le même défi technique que celle de Khéops. Seule une étude semblable mais permettant d'obtenir une bien plus haute résolution, telle la mission Explore the Great Pyramid, permettrait de valider ou d'invalider cette théorie.

### Documentaires
- Khéops révélé, documentaire de Florence Tran, 52 min, 2008, Gédéon Programmes, Dassault Systèmes[7] ; édité en DVD interactif (EAN 3760161740609)
- Kheops Renaissance : L'aventure continue, de Florence Tran, 2011[8] - Blue-ray Gédéon, 2012 (EAN 3760161740845)
- Khéops, mystérieuses découvertes, de Florence Tran, Bonne Pioche, 2017[9].